# فرودگاه منطقه‌ای یلوستون
فرودگاه منطقه‌ای یلوستون (به انگلیسی: Yellowstone Regional Airport)  یک فرودگاه همگانی باربری با کد یاتا COD است که یک باند فرود آسفالت دارد و طول باند آن ۲۵۲۰ متر است. این فرودگاه در کشور ایالات متحده آمریکا قرار دارد و در ارتفاع ۱۵۵۵ متری از سطح دریا واقع شده است.

## شرکت‌های هواپیمایی و مقصدهای پروازی

### مسافری
| شرکت‌های هواپیمایی | مقصدهای پروازی         |
| ----------------- | ---------------------- |
| دلتا کانکشن       | سالت‌لیک‌سیتی            |
| یونایتد اکسپرس    | دنور فصلی: اوهر شیکاگو |